# Riley Cote
Riley Cote, född 16 mars 1982 i Winnipeg, Manitoba, Kanada, är en pensionerad kanadensisk ishockeyforward som spelade för Philadelphia Flyers i NHL mellan 2006 och 2010.
Cote blev aldrig draftad utan skrev 2006 på för Philadelphia Flyers som Free agent efter medverkat i deras träningsläger både 2005 och 2006.
Hans roll var slagskämpe och agerade "polis" för lagets stjärnor.
Den 9 augusti 2010 meddelade Cote att han lägger av som professionell ishockeyspelare och kommer hädanefter vara assisterande tränare för Philadelphia Flyers farmarlag Adirondack Phantoms i AHL.